# Gevi Çayı
La rivière de Gevi (Gevi Çayı) est un cours d'eau de Turquie coupé par le barrage de Patnos. Elle traverse la ville de Patnos avant de rejoindre la rivière de Karakaya (Karakaya Deresi) dans le district de Patnos dans la province d'Ağrı. 